# Puy de Verrières
Le puy de Verrières est un sommet d'origine volcanique culminant à 939 m d'altitude dans le département français du Puy-de-Dôme.

## Géographie

### Situation
Le puy de Verrières est situé dans la chaîne des Puys, au sein du Massif central.

### Géologie
Complètement recouverte de scories, la montagne a déversé vers le nord une coulée de lave qui s'est répandue depuis sa base, créant plusieurs monticules scoriacés arrondis.